# Dolichoneura innotata
Dolichoneura innotata är en fjärilsart som beskrevs av W. Warren 1894. Dolichoneura innotata ingår i släktet Dolichoneura och familjen mätare. Inga underarter finns listade i Catalogue of Life.